# Adèle de Ponthieu (Piccinni)
Pour les articles homonymes, voir Adèle de Ponthieu.

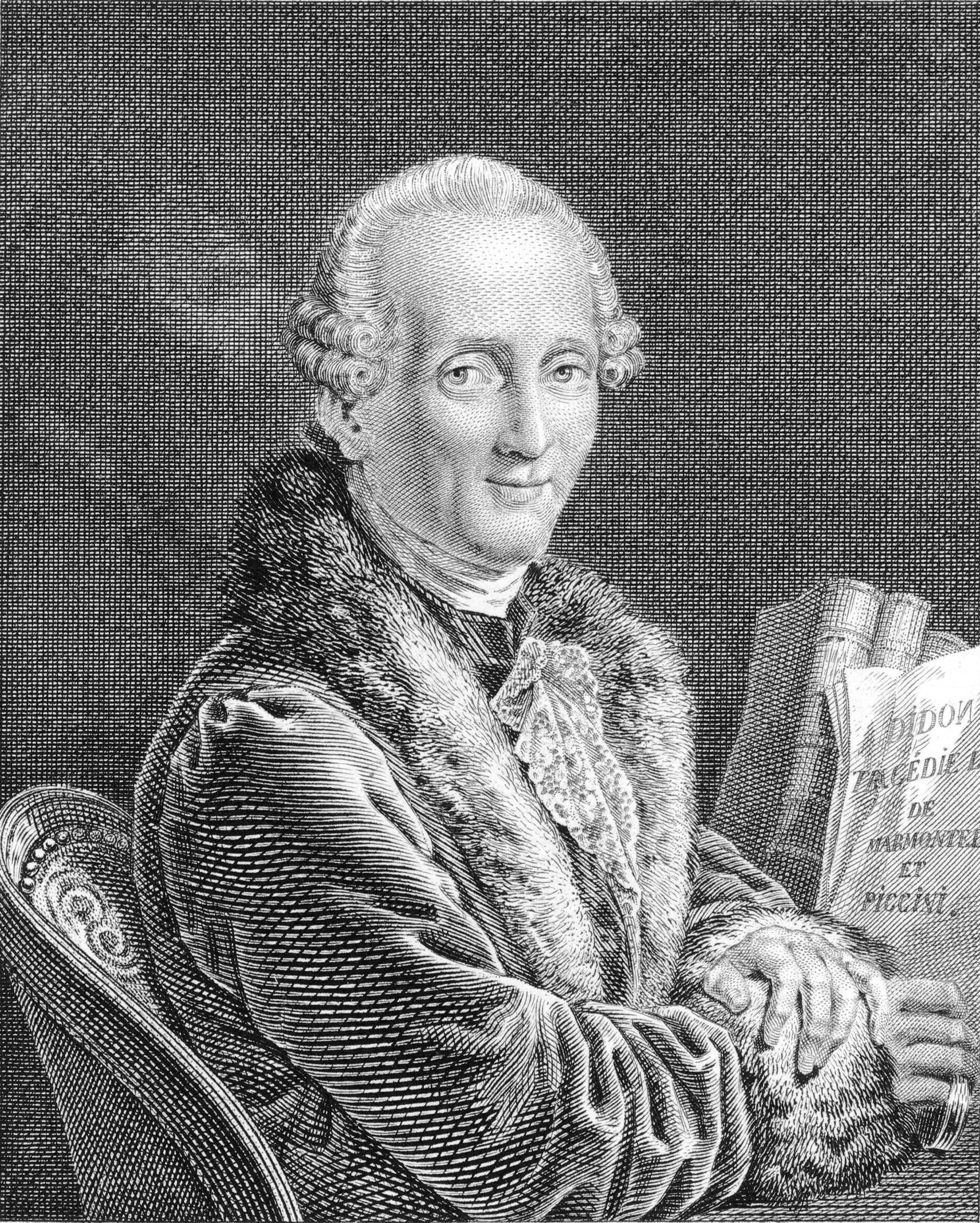
Piccinni, Niccolò

Adèle de Ponthieu est un opéra de Niccolò Piccinni, dont la première a eu lieu à l'Académie royale de musique de Paris (Opéra de Paris), le 27 octobre 1781, pour l'inauguration de sa nouvelle salle près de la Porte Saint-Martin. C'est une tragédie lyrique en trois actes. Le livret du marquis de Saint-Marc avait été mis en musique auparavant par Jean-Benjamin de La Borde et Pierre Montan Berton en 1772.  

## Rôles
| Distribution | Voix                         | Première 27 octobre 1781                  |
| --- | ---------------------------- | ----------------------------------------- |
| Guillaume III, comte de Ponthieu | basse-taille (baryton-basse) | Henri Larrivée                            |
| Adèle, la fille du comte | soprano                      | Marie-Joséphine Laguerre                  |
| Alphonse d'Este, chevalier italien | baryton-basse                | Moreau                                    |
| Raymond de Mayenne, parent du comte et humble écuyer | haute-contre                 | Joseph Legros                             |
| Gérard d'Alsace, vieux chevalier, juge du camp | baryton-basse                | Auguste-Athanase (Augustin) Chéron        |
| Enguerrand de Couci, autre vieux chevalier, juge du camp | haute-contre                 | Cavalies (ou Cavalier)                    |
| Renaud de Sarcus, autre vieux chevalier, juge du camp | baryton                      | Louis-Claude-Armand Chardin (Chardiny)    |
| Une dame de la cour/un troubadour | soprano                      | Anne-Marie Jeanne Gavaudan, l'aînée       |
| Dames de la cour | sopranos                     | Gertrude Girardin, Thaunat, Rosalie, Ancé |
| Chœurs: La cour du comte, chevaliers, écuyers, pages, roi des armes, héraults, officiers de la joute, violonneux, jongleurs, jeunes gens et jeunes filles, gens du peuple |                              |                                           |